# Awania vicina
Awania vicina är en insektsart som beskrevs av Goding 1930. Awania vicina ingår i släktet Awania och familjen hornstritar. Inga underarter finns listade i Catalogue of Life.